# Gentofte Volley (femminile)
Il Gentofte Volley è una società pallavolistica femminile danese con sede a Gentofte: milita nel campionato di VolleyLigaen.

## Storia della società
Il Gentofte Volley non è mai stata una squadra di vertice danese e nella sua storia non ha mai vinto alcuna competizione: tra la fine degli anni novanta e l'inizio del nuovo millennio è però riuscita ad ottenere alcuni buoni risultati come il secondo posto in Coppa di Danimarca nel 1997 e due terzi posti in campionato nel 2000 e 2001.
Nel 2007 conquista nuovamente il secondo posto nella coppa nazionale.

## Rosa 2013-2014
| N° | Nome                | Ruolo | Data di nascita   | Nazionalità sportiva |
| -- | ------------------- | ----- | ----------------- | -------------------- |
| 1  | Amalie Owie         | S     | 4 luglio 1997     | Danimarca            |
| 2  | Sigrid Christiansen | P     | 17 settembre 1996 | Danimarca            |
| 3  | Ellese Petty        | C     | 12 aprile 1996    | Stati Uniti          |
| 4  | Anna Berg           | C     | 22 febbraio 1996  | Danimarca            |
| 5  | Trine Pedersen      | S/O   | 2 maggio 1996     | Danimarca            |
| 6  | Malou Lokdam        | C     | 11 dicembre 1997  | Danimarca            |
| 7  | Sara Stief          | C     | 23 febbraio 1997  | Danimarca            |
| 8  | Simone Lindahl      | S/O   | 10 febbraio 1994  | Danimarca            |
| 9  | Thea Böttcher       | S     | 12 febbraio 1996  | Danimarca            |
| 11 | Anna Bendixen       | L     | 6 settembre 1996  | Danimarca            |
| 13 | Christina Hoffmann  | L     | 21 novembre 1992  | Danimarca            |
| 14 | Maria Bjørn         | S     | 9 giugno 1993     | Danimarca            |
| 15 | Mathilde Nilsson    | S     | 2 novembre 1995   | Danimarca            |
| 16 | Hanna Svensson      | S     | 2 gennaio 1997    | Svezia               |